# 東京都都市整備局
東京都都市整備局（とうきょうととしせいびきょく、Tokyo Metropolitan Government Bureau of Urban Development）は、東京都組織条例（昭和35年東京都条例第66号）に基づいて東京都に置かれる局である。

## 概要
都市計画局、住宅局、建設局市街地整備部及び多摩ニュータウン事業部が再編統合され、2004年4月1日に発足した。
分掌事務は次のとおり。
1. 都市整備の基本的事項に関すること。
2. 都市計画に関すること。
3. 住宅及び住環境整備に関すること。
4. 市街地整備に関すること。
5. 建築に関すること。

## 不祥事
2025年4月12日午後6時ごろ、東京都都市整備局の担当課長が、東京―神田駅を走行中のＪＲ京浜東北線の車内で、20代女性の太腿などを撮影した疑いで逮捕された。
警視庁万世橋署によると、容疑者は女性の隣に座っていた。目撃した乗客の男性が盗撮に気付き、取り押さえた。
都都市整備局の担当者によると、容疑者は2007年に入庁。昨年以降は公共交通機関を巡る事業者の調整などの業務を担当していたという。「事実であれば大変遺憾。関係機関の捜査に協力していく」とコメントした。
都は取材に「職員が逮捕されたことは大変遺憾。警察の捜査に全面的に協力する」とコメントした。

## 関連団体

### 政策連携団体
- 公益財団法人東京都都市づくり公社[7]
- 多摩都市モノレール株式会社[7]
- 東京臨海高速鉄道株式会社[7]
- 株式会社多摩ニュータウン開発センター[7]

### 報告団体
- 東京地下鉄株式会社[8]
- 首都高速道路株式会社[8]
- 日本自動車ターミナル株式会社[8]
- 公益財団法人利根川・荒川水源地域対策基金[8]
- 東京湾横断道路株式会社[8]
- 公益財団法人東京都防災・建築まちづくりセンター[8]
- 株式会社多摩テレビ[8]
- 首都圏新都市鉄道株式会社[8]
- 株式会社建設資源広域利用センター[8]